# Alpe Adria Football League 2014.
Alpe Adria Football League je svoje drugo izdanje imala u sezoni 2014. Sudjelovalo je osam klubova iz Bosne i Hercegovine, Hrvatske, Slovenije i Srbije, a prvakom je drugi put postala momčad Maribor Generals.

## Sudionici
- Sarajevo Spartans - Sarajevo
- Osijek Cannons - Osijek
- Split SeaWolves - Split
- Zagreb Patriots - Zagreb
- Zagreb Raiders - Zagreb
- Alp Devils - Kranj
- Maribor Generals - Maribor
- Sirmium Legionaries - Srijemska Mitrovica

## Ljestvice i rezultati

### Ligaški dio
| mj | klub                | ut | pob | por | ner | poen+ | poen- |
| -- | ------------------- | -- | --- | --- | --- | ----- | ----- |
| 1. | Alp Devils          | 7  | 6   | 0   | 1   | 246   | 52    |
| 2. | Maribor Generals    | 7  | 6   | 1   | 0   | 175   | 53    |
| 3. | Sirmium Legionaries | 7  | 5   | 1   | 1   | 227   | 54    |
| 4. | Zagreb Patriots     | 7  | 4   | 3   | 0   | 155   | 73    |
| 5. | Sarajevo Spartans   | 7  | 2   | 4   | 1   | 124   | 169   |
| 6. | Osijek Cannons      | 7  | 2   | 5   | 0   | 97    | 205   |
| 7. | Split SeaWolves     | 7  | 1   | 5   | 1   | 50    | 223   |
| 8. | Zagreb Raiders      | 7  | 0   | 7   | 0   | 0     | 245   |

### Doigravanje
|              | klub1           | rez. | klub2             |
| ------------ | --------------- | ---- | ----------------- |
| za 3. mjesto | Zagreb Patriots | 28:6 | Sarajevo Spartans |
| AAFL Bowl    | Alp Devils      | 6:15 | Maribor Generals  |

## Poveznice i izvori
- Alpe Adria Football League
- Alpe Adria Football League 2013.
- football-aktuell.de AAFL 2014., pristupljeno 5. kolovoza 2014.
- aafl.eu, rapored i rezultati 2014.  Arhivirana inačica izvorne stranice od 3. svibnja 2014. (Wayback Machine), pristupljeno 5. kolovoza 2014.
- aafl.eu, AAFL 2014. - ljestvica  Arhivirana inačica izvorne stranice od 3. svibnja 2014. (Wayback Machine), pristupljeno 5. kolovoza 2014.
- aafl.eu, Great AAFL BOWL II event! GENERALS back to back champions!  Arhivirana inačica izvorne stranice od 8. kolovoza 2014. (Wayback Machine), pristupljeno 5. kolovoza 2014.